# Cantó de Liborna
El cantó de Liborna és un cantó francès del departament de la Gironda, situat al districte de Liborna. Té 10 municipis i el cap és Liborna.

## Municipis
- Arvèiras
- Les Billaux
- Cadarçac
- Ison
- Lalande-de-Pomerol
- Liborna
- Pomirau
- Sent Milion
- Sent Sulpici de Faleirens
- Vairas

## Història
| Data d'elecció                           | Identitat          | Partit | Qualitat |
| ---------------------------------------- | ------------------ | ------ | -------- |
| 1945-1949                                | Jean Bernadet      | SFIO   |          |
| 1949-1955                                | Abel Boireau       |        |          |
| 1955-1979                                | Jean Bernadet      | SFIO   |          |
| 1979-1998                                | André Teurlay      | UDF    |          |
| 1998-2004                                | Pierre Bernard     | PS     |          |
| 2004-                                    | Gilbert Mitterrand | PS     |          |
| les dades anteriors no són pas conegudes |                    |        |          |
|                                          |                    |        |          |

## Demografia
| 1962   | 1968   | 1975   | 1982   | 1990   | 1999   | 2006   |
| ------ | ------ | ------ | ------ | ------ | ------ | ------ |
| 31.115 | 34.103 | 34.622 | 35.688 | 35.749 | 36.426 | 39.502 |